# Cucumis sacleuxii
Cucumis sacleuxii är en gurkväxtart som beskrevs av Justin Paillot och Bois. Cucumis sacleuxii ingår i släktet gurkor, och familjen gurkväxter. Inga underarter finns listade i Catalogue of Life.